# آپریر
آپریر (به فرانسوی: Asprières) یک کمون در فرانسه است که در canton of Capdenac-Gare واقع شده‌است. آپریر ۱۷٫۰۹ کیلومتر مربع مساحت دارد ۴۳۰ متر بالاتر از سطح دریا واقع شده‌است.